# Рязанцева, Наталия Борисовна
Наталья Борисовна Рязанцева (27 октября 1938, Москва, СССР — 10 января 2023) — советский и российский сценарист, кинодраматург, профессор ВГИКа. Заслуженный деятель искусств РСФСР (1987).

## Биография
Наталья Рязанцева родилась 27 октября 1938 года в Москве. На сценарном отделении ВГИКа, где училась Рязанцева, считалась представительницей семьи «с традициями»: её прадед возглавлял в разные годы три российские губернии, а отец — специалист по технической организации железных дорог — был лауреатом Сталинской премии. Окончила сценарный факультет в 1962 год (мастерская Е. Габриловича).
Сначала работала как сценарист документального кино. Первый сценарий для полнометражного художественного фильма она написала для драмы «Крылья» режиссёра Ларисы Шепитько. Фильм был высоко оценён, а впоследствии назван одним из знаковых фильмов периода «оттепели». Позднее по сценариям Рязанцевой было снято ещё несколько картин, имевших успех. Рязанцева — автор сценариев для новеллы в альманахе «Личная жизнь Кузяева Валентина» и двух полнометражных фильмов («Чужие письма», «Голос»), которые были сняты её вторым мужем, Ильёй Авербахом.
С 1977 года преподавала «Мастерство кинодраматурга», с 1987 года руководила мастерской на Высших курсах сценаристов и режиссёров.
Работала в жюри 45-го Венецианского кинофестиваля. Профессор ВГИКа. С 1996 года вела во ВГИКе сценарную мастерскую. Заслуженный деятель искусств РСФСР (1987).
Скончалась 10 января 2023 года в возрасте 84 лет. Церемония прощания состоялась 13 января в Московском доме кино. Похоронена на Троекуровском кладбище.

## Фильмография
- 1965 — Мне двадцать лет (Застава Ильича) — эпизод
- 1966 — Крылья (с В. Ежовым)
- 1967 — Личная жизнь Кузяева Валентина
- 1971 — Долгие проводы
- 1971 — Холодно — горячо
- 1973 — Открытая книга (с В. Кавериным)
- 1975 — Чужие письма
- 1977 — Аленький цветочек
- 1981 — Портрет жены художника
- 1981 — Родительский день (к/м)
- 1982 — Голос
- 1984 — Букет мимозы и другие цветы
- 1984 — «Я не умею приходить вовремя» (короткометражный).
- 1992 — Дымъ (3 серии, по И. С. Тургеневу)
- 1994 — Никто не хотел уезжать
- 1994 — Я свободен, я ничей
- 2000 — Собственная тень
- 2011 — Огни притона (по повести Гарри Гордона)

## Документальное кино
- 1987 — Я и лошадь, я и бык, я и баба, и мужик / I am an Ox, I am a Horse, I am a Man, I am a Woman (реж. Салли Поттер) — интервью.

## Личная жизнь
- Первый брак (1959—1962) — Геннадий Шпаликов.
- Второй брак (1966—1986) — Илья Авербах.